# پاناسونیک لومیکس دی‌ام‌سی-جی۳
پاناسونیک لومیکس دی‌ام‌سی-جی۳ (به انگلیسی: Panasonic Lumix DMC-G3) یک دوربین عکاسی ساخت شرکت پاناسونیک است.